# بيدرو إيسيدرو
بيدرو إيسيدرو (بالبرتغالية: Pedro Isidro‏) هو منافس ألعاب قوى برتغالي، ولد في 17 يوليو 1985 في Azambuja ‏ في البرتغال.

## وصلات خارجية
- بيدرو إيسيدرو على موقع الاتحاد الدولي لألعاب القوى (الإنجليزية)
- بيدرو إيسيدرو على موقع الاتحاد الأوروبي لألعاب القوى (الإنجليزية)
- بيدرو إيسيدرو على موقع أوليمبيديا (الإنجليزية)